# Station Ussel
Station Ussel is een spoorwegstation in de Franse gemeente Ussel.